# إبراتروبيوم برومايد/سالبوتامول
إبراتروبيوم برومايد/سالبوتامول ويُباع تحت الاسم التجارية كومبفنت، هو دواء مركب يستخدم لعلاج مرض الانسداد الرئوي المزمن (COPD). يحتوي على إبراتروبيوم بروميد (مضاد للكولين) والسالبوتامول (ألبوتيرول، ناهض مستقبلات بيتا 2). يؤخذ عن طريق الاستنشاق.
تشمل الآثار الجانبية الشائعة التهاب الحلق وتشنجات العضلات والغثيان. قد تشمل الآثار الجانبية الأخرى تشنج قصبي والتحسسية والتهابات الجهاز التنفسي العلوي. السلامة أثناء الحمل غير معروفة. يقلل دواء من تشنج القصبات ويقوم بذلك عن طريق آليات مختلفة.
تمت الموافقة على التركيبة للاستخدام الطبي في الولايات المتحدة في عام 1996. وهي متوفرة كدواء عام. سِتّونَ جرعة في المملكة المتحدة تكلف هيئة الخدمات الصحية الوطنية حوالي 18 جنيهًا إسترلينيًا اعتبارًا من عام 2019. في الولايات المتحدة، تبلغ تكلفة البيع بالجملة لهذا المبلغ حوالي 9.50 دولارًا أمريكيًا. في عام 2017، كان الدواء رقم 172 الأكثر شيوعًا في الولايات المتحدة، مع أكثر من ثلاثة ملايين وصفة طبية.

## المجتمع والثقافة
بما أن كومبفنت يحتوي على مادة دافعة قائمة على الكلوروفلوروكربون، فإنه يجري التخلص منه تدريجيا في بلدان الاتحاد الأوروبي. تعزى مركبات الكربون الكلورية فلورية (CFC) إلى استنفاد طبقة الأوزون.